# St Michel United FC

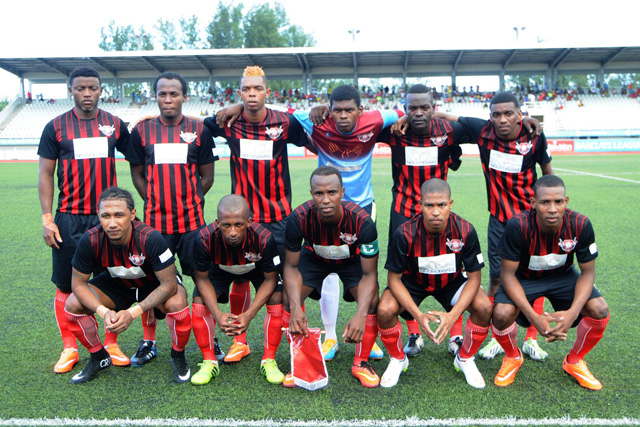
El St Michel United durante el partido de ida ante el Mamelodi Sundowns en la ronda preliminar de la Liga de Campeones de la CAF 2015.

El St Michel United Football Club es un equipo de fútbol de Seychelles que juega en el Campeonato seychelense de fútbol, la liga principal de fútbol en el país.

## Historia
Fue fundado en el año 1993 en la ciudad de Anse-aux-Pines, aunque sus partidos de local los juega en Roche Caiman. Han sido campeones de liga en 13 ocasiones y han ganado más de 20 copas locales.
A nivel internacional han participado en 12 torneos continentales, en los cuales nunca han pasado de la segunda ronda.

## Palmarés
- Campeonato seychelense de fútbol: 13

1996, 1997, 1999, 2000, 2002, 2003, 2007, 2008, 2010, 2011, 2012, 2014, 2015
- Copa de Seychelles: 10

1997, 1998, 2001, 2006, 2007, 2008, 2009, 2010, 2011, 2013
- Copa de la Liga de Seychelles: 4

2004, 2008, 2009, 2010
- Copa Presidente de Seychelles: 8

1996, 1997, 1998, 2000, 2001, 2006, 2007, 2009

## Participación en competiciones de la CAF
| Temporada | Torneo                       | Ronda      | Club                     | Casa | Visita | Global      |
| --------- | ---------------------------- | ---------- | ------------------------ | ---- | ------ | ----------- |
| 1997      | Liga de Campeones de la CAF  | Preliminar | BFV FC                   | 1-2  | 0-3    | 1-5         |
| 1998      | Liga de Campeones de la CAF  | Preliminar | Coffee FC                | 1-0  | 0-8    | 1-8         |
| 1999      | Recopa Africana              | Preliminar | Fire Brigade SC          | 2-2  | 2-2    | 4-4 (3-2 p) |
| 1999      | Recopa Africana              | 1          | Power Dynamos FC         | 2-1  | 1-6    | 3-7         |
| 2000      | Liga de Campeones de la CAF  | Preliminar | ASVP                     | 1-1  | 2-1    | 3-2         |
| 2000      | Liga de Campeones de la CAF  | 1          | Highlanders Harare       | 0-1  | 0-2    | 0-3         |
| 2001      | Liga de Campeones de la CAF  | Preliminar | AS Fortior               | 3-1  | 0-0    | 3-1         |
| 2001      | Liga de Campeones de la CAF  | 1          | AS Marsouins             | 2-1  | 2-3    | 4-4 (a)     |
| 2001      | Liga de Campeones de la CAF  | 2          | Al-Ahly                  | 0-1  | 0-5    | 0-6         |
| 2002      | Recopa Africana              | 1          | Shabanie Mine            | 3-0  | 0-1    | 3-1         |
| 2002      | Recopa Africana              | 2          | AS Vita Club             | 1-2  | 0-1    | 1-3         |
| 2003      | Copa CAF                     | 1          | DSA Antananarivo         | 1-0  | 0-0    | 1-0         |
| 2003      | Copa CAF                     | 2          | Green Buffaloes          | 1-2  | 0-5    | 1-7         |
| 2004      | Liga de Campeones de la CAF  | Preliminar | Ecoredipharm             | 0-0  | 2-0    | 2-0         |
| 2004      | Liga de Campeones de la CAF  | 1          | Orlando Pirates          | 2-3  | 1-5    | 3-8         |
| 2007      | Copa Confederación de la CAF | Preliminar | Saint-Pauloise FC        | 2-1  | 0-1    | 2-2 (a)     |
| 2008      | Liga de Campeones de la CAF  | Preliminar | US Stade Tamponnaise     | 1-3  | 0-1    | 1-4         |
| 2011      | Liga de Campeones de la CAF  | Preliminar | Young Buffaloes FC       | 2-1  | 0-3    | 2-4         |
| 2013      | Liga de Campeones de la CAF  | Preliminar | Tusker                   | 1-4  | 0-3    | 1-7         |
| 2014      | Copa Confederación de la CAF | Preliminar | ASSM Elgeco Plus         | 2-1  | 1-2    | 3-3 (7-6 p) |
| 2014      | Copa Confederación de la CAF | 1          | How Mine FC              | 3-1  | 1-5    | 4-6         |
| 2015      | Liga de Campeones de la CAF  | Preliminar | Mamelodi Sundowns        | 1-1  | 0-3    | 1-4         |
| 2016      | Liga de Campeones de la CAF  | Preliminar | Saint-George SA          | 1-1  | 0-3    | 1-4         |
| 2017      | Copa Confederación de la CAF | Preliminar | Al-Hilal Al-Ubayyid      | 0-1  | 0-2    | 0-3         |
| 2022/23   | Copa Confederación de la CAF | 1          | Inter de Litoral Academy | w.o. | w.o.   | w.o.        |
| 2022/23   | Copa Confederación de la CAF | 2          | DC Motema Pembe          | 1-0  | 0-2    | 1-2         |

1. ↑  El Inter de Litoral Academy no se presentó al partido de ida y fue descalificado.